# Kyklades
Kyklades (Originaltitel: Cyclades) ist ein Brettspiel aus dem Jahr 2009 für 2 bis 5 Spieler. Die Autoren sind Bruno Cathala und Ludovic Maublanc, die Gestaltung stammt von Miguel Coimbra. In Deutschland erschien es bei Matagot.